# Šača
La Šača (in russo Шача?) è un fiume della Russia europea centrale, affluente di sinistra della Kostroma. Scorre nell'oblast' di Kostroma.

## Descrizione
Il fiume ha origine vicino al villaggio di Monakovo nel distretto Galičskij, e scorre in direzione occidentale e nord-occidentale. La foce è a 74 km dalla confluenza del fiume Kostroma nel bacino di Gor'kij sul Volga, nel distretto Bujskij. Il fiume ha una lunghezza di 113 km, l'area del suo bacino è di 865 km². Il fiume passa a nord di Susanino.